# Thermonectus batesi
Thermonectus batesi är en skalbaggsart som beskrevs av Sharp 1882. Thermonectus batesi ingår i släktet Thermonectus och familjen dykare. Inga underarter finns listade i Catalogue of Life.